# Cantón de Altkirch
El cantón de Altkirch (en francés canton d'Altkirch) es una división administrativa francesa, situada en el departamento de Alto Rin y la región del Gran Este. La cabecera (bureau centralisateur en francés) está en Altkirch.

## Geografía
Este cantón está organizado alrededor de Altkirch en el distrito de Altkirch.

## Historia
Al aplicar el decreto nº 2014-207 del 21 de febrero de 2014 sufrió una redistribución comunal con cambios en los límites territoriales y en el número de comunas, pasando éstas de 27 a 64.
Con la aplicación de dicho decreto, que entró en vigor el 2 de abril de 2015, después de las primeras elecciones departamentales posteriores a la publicación de dicho decreto, los cantones de Alto Rin pasaron de 31 a 17.

## Composición
Antes de 2015, el cantón de Altkirch agrupaba 27 comunas: Altkirch, Aspach, Ballersdorf, Berentzwiller, Carspach, Eglingen, Emlingen, Franken, Frœningen, Hausgauen, Heidwiller, Heiwiller, Hochstatt, Hundsbach, Illfurth, Jettingen, Luemschwiller, Obermorschwiller, Saint-Bernard, Schwoben, Spechbach-le-Bas, Spechbach-le-Haut, Tagolsheim, Tagsdorf, Walheim, Willer y Wittersdorf.
Desde 2015, el cantón agrupa 64 comunas: Altkirch, Aspach, Bendorf, Berentzwiller, Bettendorf, Bettlach, Biederthal, Bisel, Bouxwiller, Carspach, Courtavon, Durlinsdorf, Durmenach, Emlingen,  Feldbach, Ferrette, Fislis, Franken, Frœningen, Hausgauen, Heidwiller, Heimersdorf, Heiwiller, Hirsingue, Hirtzbach, Hochstatt, Hundsbach, Illfurth, Illtal, Jettingen, Kiffis, Kœstlach, Levoncourt, Liebsdorf, Ligsdorf, Linsdorf, Lucelle, Luemschwiller, Lutter, Mœrnach, Muespach, Muespach-le-Haut, Oberlarg, Obermorschwiller, Oltingue, Raedersdorf, Riespach, Roppentzwiller, Ruederbach, Saint-Bernard, Schwoben, Sondersdorf, Spechbach, Steinsoultz, Tagolsheim, Tagsdorf, Vieux-Ferrette, Waldighofen, Walheim, Werentzhouse, Willer, Winkel, Wittersdorf y Wolschwiller.

## Demografía
| 17,541 | 18,595 | 19,586 | 20,167 | 21,940 | 23,965 | 23,963 |
| Para los censos de 1962 a 1999 la población legal corresponde a la población sin duplicidades (Fuente: INSEE [Consultar]) |        |        |        |        |        |        |

## Réferencias
1. ↑  Decreto nº 2014-207 del 21 de febrero de 2014, donde se especifica la nueva distribución cantonal del departamento de Alto Rin. (en francés)